# Katelyn Pacitto
Katelyn Pacitto (* 15. September 1989 in Westlake Village, Kalifornien) ist eine US-amerikanische Schauspielerin. Sie ist die eineiige Zwillingsschwester von Kara Pacitto, die ebenfalls im Schauspielbereich im Einsatz ist.

## Leben und Karriere
Die eineiigen Zwillingsschwestern wurden im Jahre 1989 in Westlake Village, einem westlichen Vorort der Metropole Los Angeles, geboren und starteten schon in ihrer frühen Kindheit in die Schauspielerei. Bereits im Alter von neun Jahren war Katelyn mit ihrer um knapp zehn Minuten jüngeren Schwester erstmals vor einer Kamera im Einsatz, wo sie anfangs in verschiedenen Werbespots für das Fernsehen eingesetzt wurden. Nach einigen Jahren ohne nennenswerte Auftritte und wo sie sich vorwiegend auf ihre Ausbildung konzentrierten, kehrten beide als 18-Jährige wieder zurück auf den Bildschirm und beschlossen, eine professionelle Schauspielausbildung zu beginnen. Dabei besuchten sie fortgeschrittenen Schauspielunterricht (unter anderem am Cynthia Bain’s Young Actor Studio in Studio City) und wurden zudem in Theaterproduktionen an ihrer High School eingesetzt. Ihre Bemühungen und die harte Arbeit lohnten sich, als Katelyn schließlich von den Produzenten von Alle hassen Chris zusammen mit ihrer Zwillingsschwester in einer wiederkehrenden Rolle in den Cast der Serie geholt wurde. Dort war sie schließlich von 2008 bis 2009 in drei verschiedenen Episoden in der Rolle der Carole zu sehen, ihre Schwester übernahm in den drei gleichen Episoden die Rolle der Carol. Im gleichen Jahr kam das Schwesternpaar, das auch noch vier Brüder hat und somit in einer Großfamilie aufgewachsen ist, im Film Wild Child – Erstklassig zickig zum Einsatz. In Rob Reiners Film Verliebt und ausgeflippt wurde sie ebenfalls an der Seite ihrer Schwester eingesetzt. Ihren letzten nennenswerten Auftritt hatte die engagierte Jungschauspielerin schließlich im Jahre 2011 in Zack & Cody – Der Film, wo sie in die Rolle der Nellie Smith schlüpfte, während ihre Schwester die Rolle der Kellie Smith übernahm. Im Jahre 2011 waren die Zwillingsschwestern auch noch im zum Teil recht starbesetzten Film Jack & Jill zu sehen. Im Februar 2011 standen die Schwestern für die Walt-Disney-Serie Pair of Kings – Die Königsbrüder vor der Kamera und konnten für ihren Gastauftritt in der Serie bei den Young Artist Awards 2012 den Award in der Kategorie Beste Gastdarstellerin in einer Fernsehserie – zwischen 17 und 21 Jahren gewinnen. Ebenso ist sie seit 2011 in der ABC-Comedyserie Suburgatory in der Rolle der Kaitlin zu sehen.

## Filmografie (Auswahl)
- 2008: Wild Child – Erstklassig zickig (Wild Child)
- 2008–2009: Alle hassen Chris (Everybody Hates Chris, Fernsehserie, drei Episoden)
- 2010: Verliebt und ausgeflippt (Flipped)
- 2011: Zack & Cody – Der Film (The Suite Life Movie, Fernsehfilm)
- 2011: Pair of Kings – Die Königsbrüder (Pair of Kings, Fernsehserie, Episode 2x07)
- 2011: Jack & Jill
- 2011–2014: Suburgatory (Fernsehserie)
- 2012: Body of Proof (Fernsehserie, Episode 2x13)